# Wąsowo (gromada)
Wąsowo – dawna gromada, czyli najmniejsza jednostka podziału terytorialnego Polskiej Rzeczypospolitej Ludowej w latach 1954–1972.
Gromady, z gromadzkimi radami narodowymi (GRN) jako organami władzy najniższego stopnia na wsi, funkcjonowały od reformy reorganizującej administrację wiejską przeprowadzonej jesienią 1954 do momentu ich zniesienia z dniem 1 stycznia 1973, tym samym wypierając organizację gminną w latach 1954–1972.
Gromadę Wąsowo z siedzibą GRN w Wąsowie utworzono – jako jedną z 8759 gromad na obszarze Polski – w powiecie nowotomyskim w woj. poznańskim, na mocy uchwały nr 30/54 WRN w Poznaniu z dnia 5 października 1954. W skład jednostki weszły obszary dotychczasowych gromad: Wąsowo i Władysławowo ze zniesionej gminy Kuślin oraz Róża ze zniesionej gminy Nowy Tomyśl w tymże powiecie. Dla gromady ustalono 22 członków gromadzkiej rady narodowej.
1 stycznia 1959 z gromady Wąsowo wyłączono miejscowość Róża Nowa, włączając ją do gromady Bukowiec w tymże powiecie.
4 lipca 1968 gromadę zniesiono, a jej obszar włączono do gromad: Kuślin (miejscowość Wąsowo), Lwówek (miejscowość Władysławowo) i nowo utworzonej Nowy Tomyśl (miejscowość Róża) w tymże powiecie.